# Хаушабійський султанат
Хаушабійський султанат (араб. سلطنة الحواشب) — султанат, що існував у Південній Аравії до середини XX століття. У різні роки входив до складу британського протекторату Аден, Федерації Арабських Еміратів Півдня та Федерації Південної Аравії. Столицею було місто Ель-Мусеймір.

## Історія
Хаушабійський султанат був одним з перших дев'яти кантонів, що підписав договір про захист з Великою Британією 1888 року та став частиною протекторату Аден. 1960 року приєднався до Федерації Арабських Еміратів Півдня, а потім, 1962 року – до Федерації Південної Аравії. Останній султан, Фейсал ібн ас-Сурур аль-Хаушабі, був повалений 29 листопада 1967 року. Султанат було ліквідовано, а його територія була приєднана до Народної Республіки Південного Ємену. Нині територія колишнього султанату входить до складу Ємену.

## Список султанів Хаушабі
- Аль-Фаджар аль-Хаушабі — ? — 1730
- Султан аль-Хаушабі — ? — 1800
- Мані ібн Саллам аль-Хаушабі — 1839 — 1 червня 1858
- Убейд ібн Ях'я аль-Хаушабі — 1858–1863
- Алі I ібн Мані аль-Хаушабі — 1863 — 4 травня 1886
- Мухсін I ібн Алі аль-Хаушабі — 1886–1894
- Аль-Фадль ібн Алі (узурпатор) — 1894–1895
- Мухсін I ібн Алі аль-Хаушабі — 6 березня 1895 — 28 вересня 1904
- Алі II ібн Мані аль-Хаушабі — 1904 — серпень 1922
- Мухсін II ібн Алі аль-Хаушабі — 1922 — 19..
- Ас-Сурур ібн Мухаммед аль-Хаушабі — 19.. — 19..
- Мухаммед ібн ас-Сурур аль-Хаушабі — 1947–1955
- Фейсал ібн ас-Сурур аль-Хаушабі — 1955 — 29 листопада 1967